# Museo de Arte e Historia de las Culturas Africanas Occidentales
El Museo de Arte e Historia de las Culturas de África Occidental (en francés: Musée d’Art et d’Histoire des Cultures d’Afrique de l’Ouest), abreviado como Mahicao, es un museo ubicado en Djilor (Senegal). Está dedicado a exhibir artefactos relacionados con la cultura de África Occidental.

## Historia
El museo fue inaugurado en 2018. El museo con su construcción y colecciones ha movilizado alrededor de quinientos millones de francos CFA. Parte de las exhibiciones de arte de África occidental del museo fueron recopiladas por Reginald Groux. Groux comenzó a recolectar artefactos de diferentes culturas africanas desde 2009. En 2020, la Academia Diplomática Africana mostró interés en el museo. El edificio que alberga el museo se basa en la arquitectura sudanesa. El fundador del museo, Reginald Groux, dijo que uno de los objetivos de la creación del museo es promover la historia de diferentes regiones del continente entre los africanos.

## Colecciones
Las exhibiciones del museo datan desde el Neolítico sahariano hasta mediados del siglo XX. El museo contiene estatuas de terracota que datan del siglo VI a. Además el museo contiene objetos utilizados en ceremonias y máscaras. El museo contiene exhibiciones sobre la geografía y la historia de partes del continente africano, como la cuenca del lago Chad, además de los grandes imperios de la región del Sahel. Además, presenta exhibiciones sobre metalurgia sudanesa que datan de principios del siglo XVI a. Uno de los objetos más antiguos del museo es el bifaz sahariano prehistórico. El museo contiene reposacabezas funerarios del pueblo Dogon, el trono Ibo de Nigeria, muñecas de fertilidad, herramientas talladas y estatuas de Malí que datan del siglo XIV. El museo también contiene joyas, instrumentos musicales y textiles. El museo contiene alrededor de 500 artefactos. Además, el museo contiene herrajes y cerámicas antiguas, así como trajes de mascarada. También el museo exhibe máscaras Tyi Wara hechas de madera.